# Paredones
Paredones ist eine Stadt und Gemeinde in der Provinz Cardenal Caro in der Región del Libertador General Bernardo O’Higgins in Chile. Bei der Volkszählung im Jahr 2017 hatte sie 6188 Einwohner. Die Gemeinde erstreckt sich über eine Fläche von 561,5 km².

## Geschichte
Nach der Ankunft der Spanier wurde die Stadt Paredones wie der Rest der zentralen Küste von Picunches- und Promaucaes-Indianern bevölkert, die vom Fischfang, der Jagd und dem Sammeln lebten. Eine der archäologischen Aufzeichnungen, die die Anwesenheit von Einwohnern in der Gegend belegen, wird durch die Piedra del Sol im Sektor San Pedro de Alcántara gestützt. Dieser Sektor wird als erste Stadt dessen angesehen, was später als Gemeinde Paredones bezeichnet wird.
Die Pfarrei Paredones wurde 1765 nach den Regeln des damaligen königlichen Kuratoriums gegründet. Der Bischof von Santiago, Manuel Alday Aspe, ein heiliger Prälat, der seine gesamte Erzdiözese (die sich von La Serena im Norden bis Concepción im Süden erstreckte) besuchte, fand auf seinem Weg die Präsenz der Indianer.
Die Stadt Paredones wurde um die erste erbaute Kirche herum gegründet, die aus dem Jahr 1750 stammt und zum Departement Vichuquén in der Provinz Curicó gehört. Später wurde Paredones dem Departement Santa Cruz in der Provinz Colchagua angegliedert. Mit der Regionalisierung wurde es jedoch Teil der Provinz Cardenal Caro.
Unter der Regierung von Präsident Jorge Montt Álvarez wurde 1891 die Gemeinde Paredones gegründet.

## Bevölkerung
Laut der Volkszählung des Nationalen Statistikinstituts von 2002 hatte Paredones 6695 Einwohner (3562 Männer und 3133 Frauen). Von diesen lebten 2195 (32,8 %) in städtischen Gebieten und 4500 (67,2 %) in ländlichen Gebieten. Die Bevölkerung wuchs zwischen den Volkszählungen von 1992 und 2002 um 1,1 % (73 Personen). Im Jahr 2017 zählte man 6188 Personen.